# Josephine Airey
Josephine Airey, född som Mary Welch år 1844 på Irland, död 25 oktober 1899 i Helena, Montana, var en amerikansk bordellägare, känd från Vilda Västerns legendflora.   Hon var även känd som "Chicago Joe" Hensley efter sitt giftermål med James T. Hensley.  Hon ägde från 1867 bordeller, salooner, danssalonger och varietéteatrar i Helena, Montana, och kom att bli stadens största landägare.

## Biografi
Josephine Airey föddes som Mary Welch på Ireland någon gång under år 1844. Hon emigrerade vid fjorton års ålder, år 1858, till New York i USA, där hon tog sig namnet Josephine Airey.  Hon flyttade snart vidare till Chicago, där hon började arbeta som prostituerad. Hon ska ha försörjt två systrar på detta sätt, något hon fortsatte att göra hela sitt liv. 

### "Chicago Joe"
År 1867 flyttade Josephine Airey till guldgrävarstaden Helena i Montana, där hon framgångsrikt profiterade på kvinnobristen genom att öppna en danssalong, där män fick dansa med hennes kvinnliga anställda mot betalning. Efter stadsbranden 1874 kunde hon köpa upp mycket land i staden av de som inte hade råd att bygga upp sina hus igen, och ägde och drev sedan bordellen "Grand". Efter sitt giftermål med James T. Hensley 1878 byggde paret en danssalong i sten, saloonen "Red Light Saloon", varietéteatern "The Coliseum", och hyrde också ut sina hustomter i staden till andra verksamheter. 
Hon kom att bli känd som "Chicago Joe" Hensley, donerade pengar till välgörenhet och politiska kampanjer och blev en stadens mest inflytelserika personer. Josephine Airey blev känd för sin luxuösa livsstil, sina eleganta kläder och de påkostade fester hon gav med sin make: år 1883 höll hon till exempel en offentlig maskeradbal på sin saloon och inbjöd alla stadens innevånare till den. Samma år annonserade hon i pressen och förbjöd samtliga etablissemang i staden att inte sälja sprit till hennes make eller tillåta honom att låna pengar eller spela, med hot om stämning.  
Airey anklagades 1884 i pressen för att ägna sig åt vit slavhandel genom att lura flickor från Chicago till sin bordell under förespegling att de skulle arbeta på hotell: dessa anklagelser var dock inte sanningsenliga, men det är känt att hon ofta stod för resekostnaderna för de prostituerade hon rekryterade i Chicago. En av hennes anställda var Lou Couselle, som själv 1875 blev en bordellägare. 

### De sista åren
År 1885 förbjöds danssalonger, och 1890 bojkottades varietéeteatern på grund av att Helena då inte längre var någon nybbyggarstad utan började tillägna sig östkustens moralnormer, något som också gjorde att Airey tvingades acceptera en mindre offentlig roll i staden. Josephine Airey förlorade alla sina verksamheter utom saloonen i den ekonomiska krisen 1893, och hon levde under sina sista år i några rum ovanpå denna enda kvarvarande affärsverksamhet. 
Hon avled i lunginflammation 1899. Hon var en uppskattad medborgare i Helena, särskilt för den välgörenhet hon hade gjort stora donationer till, och hennes död blev förstasidesnyheter och staden gav henne en påkostad begravning.  